# Ben Thomson (Eishockeyspieler, 1982)
Ben Thomson (* 30. Juni 1982 in Coaldale, Alberta) ist ein ehemaliger kanadischer Eishockeyspieler, der bis 2012 beim EV Ravensburg in der 2. Bundesliga spielte.

## Karriere

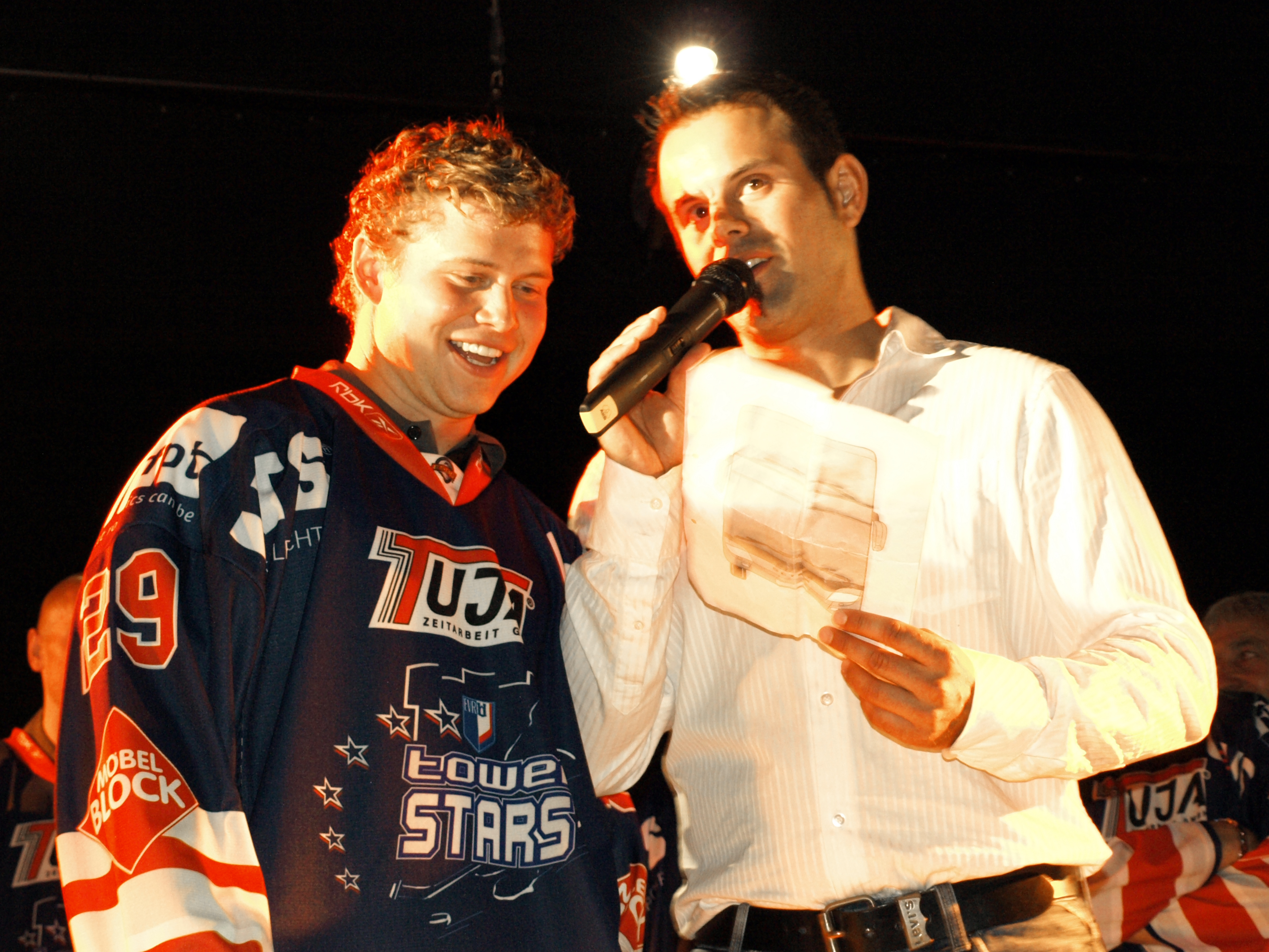
Ben Thomson bei der Saisoneröffnungsparty 2008/09 neben Marcus Haider

Thomson begann seine Karriere 1997 bei den Medicine Hat Tigers in der kanadischen Juniorenliga Western Hockey League, wo er sechs Spielzeiten verbrachte. Es folgten zwischen 2003 und 2006 drei Jahre an der University of Alberta, ehe ihn die Houston Aeros aus der American Hockey League zum Beginn der Saison 2006/07 unter Vertrag nahmen.
Nach einem Jahr bei den Aeros wechselte er nach Europa zum Klagenfurter AC in die österreichische Bundesliga. Thomson absolvierte 17 Spiele für das Team, bevor er in der Saison 2007/08 in die 2. Bundesliga zum EV Ravensburg ging. In den folgenden 35 Saisonspielen traf der Rechtsschütze 26 Mal das Tor und bereitete 24 Treffer vor.
In den folgenden zwei Spieljahren entwickelte er sich zu einem der Führungsspieler des Vereins und gewann mit diesem am Ende der Saison 2010/11 die Meisterschaft der 2. Bundesliga.
2012 beendete er seine Karriere. Seine Trikotnummer 29 wird bei den Towerstar seither nicht mehr vergeben.

## Erfolge und Auszeichnungen
- 2005 University-Cup-Gewinn mit der University of Alberta
- 2006 University-Cup-Gewinn mit der University of Alberta
- 2011 2. Bundesliga-Meister mit den Ravensburg Towerstars

## Karrierestatistik
(Legende zur Spielerstatistik: Sp oder GP = absolvierte Spiele; T oder G = erzielte Tore; V oder A = erzielte Assists; Pkt oder Pts = erzielte Scorerpunkte; SM oder PIM = erhaltene Strafminuten; +/− = Plus/Minus-Bilanz; PP = erzielte Überzahltore; SH = erzielte Unterzahltore; GW = erzielte Siegtore; 1 Play-downs/Relegation; Kursiv: Statistik nicht vollständig)